# Менипп Пергамский
Менипп (др.-греч. Μένιππος) — древнегреческий географ I века до н. э. из Пергама, живший во времена императора Августа (27 до н. э. — 14 н. э.), автор несохранившегося «Перипла двух Понтов» («Объезда двух морей», Περίπλους τῆς ἐντὸς θαλάττης) в трёх книгах. Известен только отрывок в извлечении Маркиана. На Мениппа ссылается также Стефан Византийский. Один из основных источников «Перипла Понта Эвксинского» Псевдо-Арриана.